# Ris-Orangis
Ris-Orangis är en stad och kommun i departementet Essonne i regionen Île-de-France i norra Frankrike. Kommunen ligger i kantonen Ris-Orangis som tillhör arrondissementet Évry. År 2022 hade Ris-Orangis 30 283 invånare.
Staden ligger vid Seine i norra Essonne. Avståndet till Notre-Dame i Paris är 24 kilometer.

## Befolkningsutveckling
Antalet invånare i kommunen Ris-Orangis
| Referens: INSEE |